# 543198 Rastislavmraz
543198 Rastislavmraz este o planetă minoră (asteroid) din centura de asteroizi. A fost descoperită pe 5 septembrie 2013 la Piszkéstetői Obszervatórium⁠(d) de Krisztián Sárneczky⁠(d). 
Obiectul prezintă o orbită caracterizată de o semiaxă mare de 3,1381896339121 UAi, o excentricitate de 0,1398852350028, o înclinație de 13,439745709163 ° în raport cu ecliptica.